# 성동구 병 (1988년 선거구)
성동구 병은 대한민국의 옛 국회의원 선거구였다. 당시 서울특별시 성동구의 일부 지역을 관할했다. 

## 역사
대한민국 제13대 국회의원 선거를 앞두고 성동구 선거구가 갑, 을, 병으로 분구되면서 신설되었다. 
1995년, 기존 성동구에서 성동구 병의 관할 구역을 분리해 광진구로 신설하게 되었으며 이에 따라 대한민국 제15대 국회의원 선거를 앞두고 광진구 갑, 광진구 을로 분구되며 폐지되었다.

## 관할 구역
| 대수 | 관할 구역 |
| ---- | --- |
| 13대 | 성동구 중곡제1동, 중곡제2동, 중곡제3동, 중곡제4동, 능동, 구의동, 광장동, 자양제1동, 자양제2동, 자양제3동               |
| 14대 | 성동구 중곡제1동, 중곡제2동, 중곡제3동, 중곡제4동, 능동, 구의제1동, 구의제2동, 광장동, 자양제1동, 자양제2동, 자양제3동 |

## 역대 국회의원
| 선거   | 정당 | 정당       | 의원   |
| ------ | ---- | ---------- | ------ |
| 1988년 |      | 통일민주당 | 박용만 |
| 1992년 |      | 민주당     | 강수림 |

## 역대 선거 결과

### 대한민국 제13대 국회의원 선거
|  | 32.26% |

|  | 30.87% |

|  | 22.71% |

|  | 13.23% |

|  | 0.89% |

### 대한민국 제14대 국회의원 선거
|  | 35.50% |

|  | 30.75% |

|  | 27.36% |

|  | 3.35% |

|  | 3.02% |

## 같이 보기
- 서울 성동구의 국회의원